# Povijest sociologije

## Povijest učenja o društvu

### Antičkamisao o društvu
Stari robovlasnički sustavi u kojima je vladar bio poistovjećen s bogom, nisu ostavljali puno prostora za razmišljanje o društvu, odnosno za čuvanje informacija o razmišljanju o društvu. Takvi uvjeti su se stekli tek u antičkoj Grčkoj. U staroj Grčkoj su se svi ljudi (u što se ne ubrajaju robovi) bavili politikom i sudjelovali u uređenju polisa.
- - Platonova "Država" je prvo cjelovito sačuvano djelo o državnom ustroju. Platon govori da je država nužnost na koju su ljudi primorani da bi ostvarili mnogobrojne potrebe. Da bi država ostvarila svoju ulogu, ona mora biti organizirana na najbolji način, a to znači da bude dobro izvršena podjela rada. Po tom principu Platon dijeli društvo na staleže:  
    - Prvi stalež su upravljači. To su mudraci, filozofi i njihova glavna osobina je mudrost. Oni upravljaju društvom.
    - Drugi stalež su čuvari. To su ratnici i njihova glavna osobina je hrabrost. Oni brane državu i štite zakon.
    - Treći stalež su radnici. Oni osiguravaju materijalne potrebe društva, a njihove osobine su poslušnost i radinost.

  - Aristotel je, za razliku od Platona, više bio orijentiran na istraživanje postojećeg društva. Analizom 158 ustava grčkih polisa, on je podijelio državna uređenja na dobra (monarhija, aristokracija i republika) i loša (tiranija, oligarhija i demokracija).

### Srednjovjekovnamisao o društvu
Feudalni sustav je razdoblje u kojem se društvo veže uz djelovanje natprirodnih i svemoćnih sila koje s neba reguliraju čitav život na zemlji. Među srednjovjekovnim misliocima izdvajaju se, po celovitosti tumačenja društva, dva velika imena — Sveti Augustin i Toma Akvinski.
- - Sveti Augustin (345. – 430.) je bio veliki poznavatelj teološke i filozofske misli, a istovremeno je zauzimao visoko mjesto u crkvenoj hijerarhiji. Njegovo djelo "O državi Božjoj" (De civitate Dei) objašnjava pad Rimskog Carstva (410. godina). On dijeli povijest na šest razdoblja:  
    - Od Adama do Potopa,
    - od Noe do Abrahama,
    - od Abrahama do Davida,
    - od Davida do Babilonskog carstva,
    - od Babilonskog carstva do Krista,
    - od Krista do Apokalipse.

U svakom od ovih razdoblja vodila se borba između dobra i zla, s tim što je sinonim zla vražja ili zemaljska država, a sinonim dobra je božja država. Pošto je Rim u vrijeme svoje propasti bio vražja država, njegovom propašću je pobijedilo dobro. 
- - Toma Akvinski (1227. – 1274.), za razliku od Svetog Avgustina koji je živio na početku feudalizma, živi i piše svoja djela u vrijeme razvijenog feudalizma. To razdoblje označava razvoj trgovine i novčarskog gospodarstva, dostupnost tekovina drugih naroda i opadanje dominirajućeg utjecaja katoličke crkve. Toma Akvinski je bio veliki poznavatelj i poštovatelj Aristotelovog učenja. On kaže da je monarhija najbolja jer je najefikasnija, a najgora je tiranija. On dozvoljava narodu mogućnost i pravo na pobunu protiv tiranije, pa i ubojstvo tiranina. Zbog toga što svjetovna vlast može postati izopačena, on daje prednost duhovnoj, tj. crkvenoj vlasti.
  - Ibn Haldun (1332. – 1406.) je živio u Arabiji gdje je religiozni utjecaj bio manji nego na zapadu, tako da Haldun ističe da je društvo u velikoj ovisnosti od bioloških i geografskih činitelja. On uvodi zakone o društvenom razvitku koji ne ovise o čoveku i njegovoj volji. Glavni društveni zakon po njemu je zakon Evolucije (svaki politički sistem traje tri generacije).

### Misao o društvu unovom vijeku
S pojavom kapitalizma, pojavile su se dvije nove klase — buržoazija i proletarijat. Iako su svi bili jednaki pred pravom i zakonom, postojala je velika razlika zasnovana na ekonomskoj moći pojedinca. Tada su se pojavile dvije struje u sociologiji:  
- - Apologetska koja je težila objasniti i opravdati postojeći društveni i ekonomski sustav (teorija društvenog ugovora) i
  - Kritična koja je, analizirajući kapitalističko društvo, ukazivala na nužnost njegovog ukidanja i uspostavljanja novog i pravednog društva za sve njegove članove (utopistička, socijalutopistička, naučni socijalizam).  Teorije društvenog ugovora govore da su ljudi po prirodi jednaki i da ni jedan društveni zakon ne može dovesti u pitanje zakone prirode. Kao jednaki i slobodni ljudi mogu odlučiti kako će organizirati međusobne odnose i uopće kako će živjeti. Oni kao jednaki i slobodni potpisuju ugovor kojim uspostavljaju društvo koje im odgovara. S obzirom na to da ugovor, kao pravni akt, mogu potpisati samo slobodni i jednaki građani, to oni tim činom uspostavljaju i odgovarajuće društvo — građansko društvo. Glavni predstavnici teorije društvenog ugovora su: Thomas Hobbes, Baruch de Spinoza, John Locke i Jean-Jacques Rousseau.
  - Thomas Hobbes (1588. – 1679.). kaže da je čovjek po prirodi sebičan i zao i teži ostvarenju svoje potrebe nezavisno od drugih ljudi, ali pošto su svi ljudi takvi, oni se svjesno i dobrovoljno odlučuju da ograniče svoju prirodu da bi dobili garanciju za egzistenciju. Sklapaju sporazum, ugovor kojim stvaraju društvo, a sva svoja prava prenose na državu i vladara koji vlada u njihovom interesu i kome su se oni dužni pokoravati. Takvu državu on naziva Levijatan i kaže da pojedinac praktično i nema drugog izlaza nego da se opredijeli za nju.
  - Baruch de Spinoza (1632. – 1677.) za razliku od Hobbesa daje liberalniju, demokratskiju verziju teorije društvenog ugovora. On smatra da ljudi ne prenose sva prava već zadržavaju pravo na slobodu savjesti, dostojansto i vlasništvo. To su neotuđiva ljudska prava.
  - Jean-Jacques Rousseau (1712. – 1778.), francuski filozof, smatra da su ljudi po prirodi dobri, ali da ih društvo kvari, i sukladno s tim, on je veliki protivnik privatnog vlasništva. On se zalaže za uspostavljanje takvog društva u kojem će ljudi moći sačuvati svoja prirodna prava na slobodu, jednakost i ravnopravnost, u kojoj se prava ne prenose, već je sam narod nositelj suvereniteta koji je nedjeljiv i neotuđiv. Rousseau-ove ideje su nakon Buržoaske revolucije ugrađene u Jakobinski ustav.
  - Charles-Louis de Montesquieu (1689. – 1755.), autor "Duha zakona", pridaje veliki značaj geografskom položaju i klimi, pa i veličini države.  Social-utopistička učenja su učinila veći doprinos za dalji razvoj misli o društvu. Najizrazitiji predstavnici su Claude-Henri de Saint-Simon, Charles Fourier i Robert Owen. Njihove preteče su Thomas More ("Utopija") i Tommaso Campanella.
  - Henri Saint-Simon (1760. – 1825.) zasnovao je svoje učenje na snažnoj kritici kapitalističkog društva. Posebno je kritizirao privatno vlasništvo i hijerarhijsku organizaciju društva. Buduću organizaciju naziva socijalističkom, a njegove ideje će ući u osnove Marksove teorije naučnog socijalizma. Njegove ideje su prije svega ideja o ukidanju privatnog vlasništva, ideja o ukidanju države, ideja o raspodjeli prema radu u prvoj fazi odnosno prema potrebama u drugoj fazi socijalizma i na kraju ideja o tome da proizvodnjom trebaju upravljati oni koji u njoj rade. On smatra da treba uvesti nauku koja će izučavati društvo u cjelini i takvu nauku naziva socijalnom fiziologijom.
  - Charles Fourier (1772. – 1837.) je zastupao slične ideje kao i Saint-Simon. U vezi s tim idejama, došlo je do nastojanja da se one ostvare. Osnovane su takozvane falange u kojima ljudi žive udruženi kao proizvođači i kao potrošači, pri čemu svatko radi ono za što ima prirodne sklonosti.
  - Robert Owen (1771. – 1858.) jasno i izričito kaže da socijalizam treba biti društvo s društvenim vlasništvom.

## Nastanak sociologije

### Građanski pravac u sociologiji
Društvo je i ranije izučavano u okviru filozofije, ali je polako došlo do potrebe da se stvori zasebna znanost o društvu.  
- - To je prvi ostvario Auguste Comte (1798. – 1857.) u svom "Kursu pozitivne filozofije" u kome je vršio klasifikaciju znanosti. On je sociologiji odredio zadaću izučavanja društva u cjelini, kako u stanju mirovanja, tako i u stanju kretanja. Otuda se sociologija odmah dijeli na socijalnu statiku i dinamiku.  
    - Socijalna statika ima zadaću prikazivanja anatomije društva u mirovanju i otkrivanja neophodnih uvjeta za održavanje skladnih odnosa u društvu, pa na taj način i jedinstva društva kao cjeline. Prema Comte-u, temeljna jedinica društva je porodica jer ona predstavlja prirodno stanje čovekove aktivnosti i u njoj vladaju odnosi koji čine prirodni temelj svih odnosa u društvu. To su odnosi nejednakosti (između spolova, generacija) i odnosi podređenosti (između generacija i na temelju starješinstva). U skladu s tim, on u socijalnoj strukturi navodi četiri klase:
      - Spekulativna klasa predstavlja nositelje znanstvene, filozofske i estetske djelatnosti, zbog čega imaju najviši položaj u društvu.
      - Praktičnu klasu čine predstavnici proizvodnje i prometa (bankari, trgovci, poduzetnici).
      - Poljoprivrednička klasa
      - Radnička klasa

    - Socijalna dinamika prema Comte-u treba biti opća teorija prirodnog napretka čovječanstva. Ona treba izučavati uzroke i zakonitosti društvenih promjena.

  - Mehanicističke teorije objašnjavaju društvene pojave i procese pomoću zakona koji vladaju u prirodi, odnosno fizici i kemiji. U mehanicistički orijentirane sociologe ubraja se Vilfredo Pareto (1848. – 1923.) koji je razvio teoriju o socijalnoj ravnoteži koju je objasnio pomoću dva pojma: reziduum i derivatum.
  - Biologističke teorije smatraju društvo dijelom organskog svijeta koji proučava biologija, te isti zakoni i metode koje vrijede u biologiji, moraju vrijediti i za sociologiju. Zbog otkrića da sva živa bića imaju staničnu strukturu i otkrića borbe za opstanak, biologističke se teorije razdvajaju na dva dijela, - organicistički i socijaldarvinistički.

    - Najznačajniji predstavnik organicističkog pravca je Herbert Spencer (1820. – 1903.)  koji je smatrao da za društvo važe zakon evolucije, zakon održanja energije (materije) i borba za opstanak. On je izložio svoj koncept prelaska društva iz niže faze u višu:
      - Militaristička faza je faza u kojoj su ljudi organizirani u horde i u kojoj se organizira čvrsta vojna organizacija i disciplina, odricanje od osobnih prava i pokoravanje vojnom vođi. Vremenom, to prelazi u despotizam u kome se stvara hijerarhija.
      - Industrijska faza je ona u kojoj je osoba slobodna, pa mogu doći do izražaja njene sposobnosti i potrebe. Ovdje se borba za opstanak očituje na način da preživi ono društvo koje se bolje prilagodi industrijskom radu, ali i koje uvažava osobne potrebe.

    - Socijal-darvinistički pravac smatra da se društvo može objasniti samo pomoću zakona o borbi za opstanak. Najznačajniji predstavnik ovog pravca je Ludwig Gumplowicz (1838. – 1909.). On smatra da se u društvu vodi nemilosrna borba između rasa, od kojih su neke više, a neke niže.

  - Psihologističke teorije ističu svijest i psihu kao najvažnije osobine čoveka. Među prvima s ovakvim stavovima bio je John Stuart Mill (1806. – 1873.) koji je smatrao da ljudi u društvu zadržavaju iste osobine kao i pojedinci. Takvo tumačenje se brzo razvijalo i razdvojilo u više smjerova. Najznačajnija tri su individualno-psihološki, kolektivno-psihološki i socijalno-psihološki smjer.  
    - Individualno-psihološki smjer objašnjava društvo, kao i sve pojave, procese i odnose u njemu, i zakonitosti društva uopće, elementima osobne psihe. Gabrijel Tarde (1843. – 1904.) smatra da je ključni element psihe podražavanje. William McDougall (1871. – 1938.) tome dodaje i instinkt. Sigmund Freud (1876. – 1939.) smatra da su ključni elementi nagoni, i to dva ključna: spolni nagon i agresivni nagon. Max Weber (1864. – 1920.) smatra da se sve društvene pojave mogu objasniti njihovim unutrašnjim smislom. Zbog toga ne treba ispitivati uzroke pojava, nego ih samo treba razumjeti (idealno-tipske konstrukcije).
    - Kolektivno-psihološki smjer je nastao u klasičnoj njemačkoj filozofiji, posebno u Hegelovim djelima. Najistaknutiji predstavnik ovog smjera Emil Durkheim (1858. – 1917.) kaže, da društvo nije jednostavan zbroj činitelja, nego da ima svoja obilježja i zakonitosti.
    - Socijalno-psihološki pravac nastao je s težnjom da se prevaziđe ekstremnost prethodna dva pravca. Najistaknutiji predstavnik je Georges Gurvič (1897. – 1965.). On, klasificirajući sociologiju, društvene pojave dijeli na struktuirane i na astrukturalne. Struktuirane pojave su i konkretno-apstraktne, tj. to su velike društvene grupe. Astrukturalne pojave su apstraktne i to su mikrosociološke pojave, male društvene grupe. Struktuirane pojave izučava makrosociologija, dok astrukturalne izučava mikrosociologija. Pojave koje izučavaju mikro i makro sociologija, spadaju u područje horizontalnog pluralizma. Pored ovoga postoji i vertikalni pluralizam koji izučava strukture društva kroz slojeve iz kojih se ono sastoji, i to izučava dubinska sociologija. Prema Gurviču, postoji deset slojeva od kojih se sastoji društvo u vertikalnoj strukturi. To su:
      - morfološka i ekološka površina
      - društvene organizacije ili organizirane nadgradnje
      - društveni uzori
      - kolektivna ponašanja koja se odvijaju s određenom privlačnošću, ali izvan organizacijskih aparata
      - spletovi društvenih uloga
      - kolektivni stavovi
      - društveni simboli
      - eruptivna, novatorska i stvaralačka kolektivna ponašanja
      - kolektivne ideje i vrijednosti
      - kolektivna društvena stanja i kolektivni psihički akti

    - Bihevioristička sociologija nastoji objasniti društvo, društvene pojave i pojedinačnu psihu kao rezultat društvenog ponašanja pojedinaca, koje je u krajnjoj liniji njihova reakcija na vanjsko okruženje.

  - Funkcionalizam je jedan od najutjecajnijih pravaca u suvremenoj građanskoj sociologiji. Javlja se u tri varijacije: prvobitnoj biologističkoj, normativnoj i socijalno-kibernetskoj. Osnovna ideja je shvatanje da je društvo trajna i stabilna struktura, čiji su elementi čvrsto povezani i čine skladnu cjelinu. Svaki element te cjeline ima određenu ulogu, čija je zadaća vršiti određenu djelatnost koja predstavlja doprinos održavanju postojeće cjeline, prije svega u stanju harmonične ravnoteže. Osnovni principi su:
    - Princip funkcionalnog jedinstva društva, po kojem je društvo zatvoreni sistem harmonično usklađenih dijelova,
    - Princip univerzalnosti, po kojem svaki dio društva ima pozitivnu ulogu u održavanju sistema,
    - Princip nužnosti, po kojem svaki dio, vršeći svoju ulogu, održava kontinuitet sistema,
    - Princip dinamične ravnoteže i kontinuiteta, po kome u svakom društvenom sistemu postoje mehanizmi koji ga drže u ravnoteži ili su sposobni da ga posle poremećaja ravnoteže vraćaju u pređašnje stanje.

  - Strukturalizam je preuzet iz socijalne antropologije. Njegova je bit u isticanju, naglašavanju značaja društvene strukture, odnosno u nastojanju da se težište istraživanja društva premjesti s čovjeka prema strukturi.
  - Formalno-sociološki pravac utvrđuje specifičnost predmeta sociologije u formi, odvojeno od sadržaja. Najdalje je otišao Leopold von Wiese sa svojim Sistemom opće sociologije. On kaže da sociologija, kao opća nauka o društvu, proučavajući društveno, međuljudsko, proučava odnose među ljudima, a posebne sociologije proučavaju odnose između ljudi i stvari. S tim ciljem, on konstruira četiri osnovne kategorije svog sociološkog sistema:  
    - Socijalni proces definira kao proces kojim se ljudi tešnje povezuju jedni s drugima ili se više razdvajaju jedni od drugih.
    - Socijalni odnos je labilno stanje povezanosti ili razdvojenosti među ljudima koje je proizašlo od jednog ili više socijalnih procesa.
    - Socijalni prostor je univerzum u kojem se odigravaju socijalni procesi.
    - Socijalna tvorevina je množina socijalnih odnosa koji su tako povezani da u praktičnom životu predstavljaju jedinstvo.
- Marksistički smjer u sociologiji
Marksističko razumijevanje svijeta nastalo je u okviru učenja Karl Marx (1818. – 1883.) i Friedrich Engels (1820. – 1895.) i njihovih slijedbenika. Ono predstavlja skup teorija koje se odnose na sva područja objektivne stvarnosti, kao što su filozofska, ekonomska, sociološka, antropološka teorija. Sve ove teorije zajedno predstavljaju cjelinu i označavaju jedinstven pogled na svijet. U okviru njemačke klasne filozofije, najveći domet i doprinos marksizmu dao je Georg Wilhelm Friedrich Hegel (1770. – 1831.). Preuzimajući od Hegela princip dijalektike, Marks i Engels su mu dali materijalistički sadržaj.  
  - Učenje engleskih ekonomista XVII i XVIII stoljeća temeljilo se velikim dijelom na činjenici da je Engleska u to vrijeme bila najrazvijenija kapitalistička zemlja i da je u tom smislu pružala solidan iskustveni temelj za izučavanje kapitalističkog načina proizvodnje i buržoaskog društva općenito. Najistaknutiji predstavnici engleske političke ekonomije bili su Adam Smith (1723. – 1790.), čiji je najvažniji rad "Istraživanje o uzrocima i prirodi bogatstva naroda" i David Riccardo (1779. – 1823.), čiji je najvažniji rad "Načela političke ekonimije i oporezivanja". Oni su analizirali rad kao izvor bogatstva i dali temelj radne teorije vrijednosti, koju su kasnije Marks i Engels upotrijebili za stvaranje teorije viška vrijednosti, koja predstavlja suštinu njihovog ekonomskog učenja.
  - Socijal-utopistička učenja su isto doprinela marksizmu snažnom kritikom kapitalizma i ukazivanjem na potrebu njegovog ukidanja.  Filozofski temelj marksizma, dakle, predstavlja jedinstvo filozofskog materijalizma i dijalektike.

Marksističko poimanje društva
U vrijeme kada je nastalo Marksovo učenje o društvu javlja se sociologija kao nauka u djelima Augusta Comtea i Herberta Spencera.
Marksizam i sociologija, nastali u isto vrijeme i u sličnim društvenim i političkim uvjetima, pokazali su jedan prema drugome krajnju ignoranciju. A u stvari, radilo se o dubokoj i opravdanoj netrepeljivosti. Prvi sociolozi i njihovi kasniji sledbenici, smatrali su da je Marksovo učenje o društvu opasna ideologija nižih slojeva koji preko nje žele da se domognu vlasti i promijene sijvet u svoju korist. A Marks i Engels su, u novoj nauci o društvu — sociologiji, vidjeli konzervativnu društvenu misao koja je nastala s ciljem da autoritetom nauke, ne samo objasni, već i opravda postojeće društvene odnose i na taj način osigura njihovu stabilnost, a po mogućnosti i vječnost.
I jedni i drugi su bili u pravu. Svojom teorijom Marks i Engels su zaista željeli da ukinu postojeći i uspostave novi svijet, a kasnije će ta teorija stvarno i poslužiti radničkoj klasi kao sredstvo, oružje u borbi za osvajanje vlasti, promjenu svijeta. A i buržoaski sociolozi su svoj veliki teorijski sistem stvarno stavili u službu naučne argumentacije za očuvanje klasnog društva buržoaskog tipa.
Istina, Marksovo učenje o društvu nije strogo sociološko jer se tiče i ekonomije, filozofije i antropologije, ali bi se s aspekta suvremene sociologije u manjoj ili većoj mjeri slične primedbe mogle uputiti i Marksovim suvremenicima građanske orijentacije, koji se smatraju gotovo službenim tvorcima sociologije kao nauke.
Suština Marksovog učenja o društvu sadržana je u rečenici: "Ne određuje svijest ljudi njihovo biće, već obrnuto, njihovo društveno biće određuje njihovu svijest".

### Nova sociologija
Od svog nastanka, sredinom 19. stoljeća pa do sredine 20. stoljeća, u prvih sto godina svog života, sociologija je imala velike napore da se konstituira kao nova, opća društvena znanost. Ti napori donijeli su dragocene rezultate: sociologija se vremenom konstituirala kao samostalna znanost, definirala je svoj predmet, polako se stvaraju uvjeti i za uobličavanje socioloških metoda, prilično uspješno je određen odnos sociologije prema drugim znanostima, kao i njen odnos prema drugim društvenim znanostima. Pošto se društvo neprestano mijenjalo, došlo se do potrebe da se i znanost o društvu promijeni i da se oblikuje neka nova sociologija. Već na samom početku dolazi do različitih shvaćanja koncepcija promjena koje sociologija treba proći kako bi se transformirala:
- - Prva grupa shvaćanja temelji se na uverenju da se preko uklanjanja nedostataka u postojećim teorijskim sistemima ili u okviru empirijskih istraživanja, ti nedostaci prevaziđu unošenjem određenih korekcija. Time bi praktično bila sačuvana teorijska suština postojeće sociologije, samo bi, sukladno promijenjenim društvenim uvjetima, teorijska uopćavanja i teorijska interpretacija bili iztraženi na višem nivou.
  - Druga grupa shvaćanja temelji se na vjerovanju da se rješenje za postojeću situaciju u sociologiji nalazi u jednoj novoj sociologiji, različitoj od dotadašnje. Ona bi trebati novu teorijsku osnovu za cjelovito proučavanje društva, da bude humanistički usmjerena, a sposobna da pokrene i usmjerava društvene procese i promjene. Naročito je bio izražen zahtjev za aktivnim odnosom nove sociologije prema društvenoj praksi. U tom smislu se ovaj zahtjev može razumjeti kao protest suvremenih sociologa protiv besplodnosti dotadašnje sociologije u odnosu na društvenu praksu. Ali i ova, tzv. nova sociologija, imaima svoje dvije struje: radikalnu i humanističku.  
    - Radikalna sociologija javlja se šezdesetih godina 20. stoljeća u SAD, a u Zapadnoj Europi nešto kasnije. Ona izražava krajnje kritički odnos prema statičkoj viziji društva u dosadašnjoj sociologiji. Radikalna sociologija za koju se oni zalažu, ne treba biti ni samo teorijska, ali niti samo empirijska znanost, no ne bi trebala biti ni vrednosno neutralna. Naprotiv, ona bi morala ostvariti jedinstvo teorije, metoda i društvene akcije. Svi predstavnici radikalne sociologije suglasni su u uvjerenju da se društvo treba menjati i da u odnosu na te promjene sociologija treba imati aktivnu i značajnu ulogu. Ali, među njima ne postoji suglasnost oko toga kakvo bi to novo društvo trebalo biti, ni kojim se putovima do njega može doći. Jedni smatraju da se to može učiniti uspostavljanjem kontrole nad centrima moći u društvu. Drugi put vide kroz ukidanje starog društva putem razaranja, destrukcije i sabotaže. Novo društvo ne bi smjelo sadržavati ni jedan od bitnih elemenata sadašnjeg društva, u koje spadaju sva ona glavna obilježja industrijskog društva (masovna proizvodnja i raspodjela, prostori urbanih kompleksa, birokratski aparat). Stupanj materijalnog razvoja u ovom društvu bi morao biti takav, da svi članovi društva imaju približno jednake uvjete za život, otprilike onakve kakve u suvremenim razvijenim građanskim društvima ima viši sloj srednje klase.
    - Humanistička sociologija vidi suštinu sadržanu u novoj viziji uloge pojedinca, čovjeka, u odnosu na društvo i promjene u njemu. S aspekta ove sociologije, čovek je biće koje osjeća, misli i djeluje, sposobno, dakle, za aktivan odnos prema zbilji u kojoj živi, pa prema tome i za aktivan odnos prema društvu kao dijelu te zbilje.